# Paul Foreman
Paul Foreman (ur. 25 stycznia 1939 w Kingston, zm. 15 grudnia 2020) – jamajski lekkoatleta, który specjalizował się w skoku w dal, mistrz Igrzysk Imperium Brytyjskiego i Wspólnoty Brytyjskiej w 1958.
Zwyciężył w skoku w dal na igrzyskach Imperium Brytyjskiego i Wspólnoty Brytyjskiej w 1958 w Cardiff, przed swym kolegą z reprezentacji Jamajki Deryckiem Taylorem  i Muhammadem Ramzanem Alim z Pakistanu. Na tych samych igrzyskach był zgłoszony do startu w trójskoku i skoku wzwyż, ale nie wystąpił w tych konkurencjach. Zajął 12. miejsce w skoku w dal na igrzyskach olimpijskich w 1960 w Rzymie. Startował tam jako reprezentant Federacji Indii Zachodnich.
Foreman był mistrzem Federacji Indii Zachodnich w skoku w dal w 1957 i 1960 oraz brązowym medalistą w trójskoku w 1957.
Ddukrotnie poprawiał rekord Jamajki w skoku w dal do wyniku 7,62 m, uzyskanego 2 lipca 1960 w Kingston.